# Thierry Deleruyelle
Thierry Deleruyelle (Arras, 9 agosto 1983) è una compositore, direttore d'orchestra e percussionista francese.

## Biografia
Thierry Deleruyelle  ha iniziato molto giovane lo studio delle percussioni, per poi, quasi da subito, dedicarsi alla composizione. All'età di 19 anni, è stato ammesso al Conservatorio Nazionale Superiore di Musica di Parigi dove ha ottenuto i diplomi di Percussioni, Armonia, Contrappunto e Fuga. Durante i suoi studi nella capitale francese, ha avuto l'opportunità di confrontarsi con un gran numero di artisti e compositori. Si è esibito anche come percussionista aggiuntivo nelle orchestre sinfoniche parigine e nella National Police Orchestra dove è entrato nel 2008.
Compone per differenti gruppi di musica da camera o per strumento solista, ma è l'Orchestra il medium che ama di più e, in modo particolare, l'Orchestra di Fiati e la Brass Band.
Nel 2007, è stato contattato da Jan De Haan, compositore e fondatore delle edizioni De Haske, per un incontro presso la sede editoriale di Heerenveen, nei Paesi Bassi. A seguito di questo colloquio, le opere di Thierry Deleruyelle sono state pubblicate e distribuite dalla De Haske Publications, partner del leader mondiale dell'editoria musicale, Hal Leonard..
Nel 2015, Thierry Deleruyelle è stato incaricato di scrivere l'opera per il Concorso Europeo per Brass Band organizzato dalla European Brass Band Association. Fraternity sarà la sua prima opera importante scritta per questo gruppo e ha riscosso un successo mondiale fin dalla sua uscita. Diventa così il primo compositore francese a scrivere la scenografia per il concorso europeo, nonché quella per il British Open 2017 (Fraternity) e per il British Open 2023 (Sand and Stars). È stato premiato come miglior compositore dell'anno da una giuria internazionale ai 4barsrest Awards nel 2016, 2017 e 2023.
Il 14 luglio 2023, Majesty composta da Thierry Deleruyelle sarà eseguita all'apertura della parata militare sugli Champs-Elysées davanti al Presidente francese Emmanuel Macron da una banda militare internazionale diretta dal Comandante Laurent Arandel.
Le opere di Thierry Deleruyelle sono oggi eseguite in tutto il mondo e hanno ottenuto riconoscimenti nazionali e internazionali.

## Opere orchestrali pubblicate
| Anno | Titulo                  | Sponsor                                                                    |
| ---- | ----------------------- | -------------------------------------------------------------------------- |
| 2024 | Black Gold              | Musikverein 1891 "Harmonie" Saarwellingen e.V. (DE)                        |
| 2024 | Columbus                | /                                                                          |
| 2024 | Supernova               | Confédération Musicale de France (F)                                       |
| 2023 | Majesty                 | Orchestre d'harmonie de Bourbourg (F)                                      |
| 2023 | Fraternity              | CMF Hauts de France (F)                                                    |
| 2023 | Lord of the Lake        | Stéphane Coquet (F)                                                        |
| 2022 | Compostela              | Orchestre d’Harmonie de Thiviers (F)                                       |
| 2022 | Little Tokyo Suite      | Harmonie de Paris 12ème / Mochizuki Saku City Nagano (J)                   |
| 2022 | Keystone                | Vriezenveen Harmonie (NL)                                                  |
| 2021 | Cleopatra               | Orchestre d'Harmonie de la Ville d'Antony (F) (Philippe Rossignol)         |
| 2020 | Eldorado                | Lille 3000                                                                 |
| 2019 | Golden Peak             | Udsm 63                                                                    |
| 2019 | Mexicana                | Lille 3000                                                                 |
| 2018 | Tarjan                  | Orchestre d’Harmonie de Vesoul (F) (Mathieu Anguenot)                      |
| 2017 | Pop City                | Orchestre d’Harmonie de Phalempin (F) (Jean-Luc Petitprez / Jean-Luc Bray) |
| 2017 | Adventure Land          | Clermont Communauté et « Crea »                                            |
| 2016 | Fields of Honour        | Orchestre d’Harmonie de Beauquesne (F) (Stéphane Denis)                    |
| 2016 | The Magic Book          | Fédération Cmf Haut de France (F)                                          |
| 2016 | Sahara                  | Orchestre d’Harmonie de Bailleul-sire-Berthoult (F) (Sylvain Evrard)       |
| 2016 | Children’s Oak          | Orchestre d’Harmonie de Beauquesne (F) (Stéphane Denis)                    |
| 2015 | Atlantic Overture       | Orchestre d’Harmonie de Oignies (F) (Guy Souchères)                        |
| 2014 | Merlin                  | Orchestre d’Harmonie de Distroff (F) (Sébastien Berettoni)                 |
| 2014 | Statue of Liberty       | Orchestre d’Harmonie de Croisilles (F) (Jean-Pierre Lorieux)               |
| 2014 | High Voltage            | Orchestre Voltige (F) (Thierry Deleruyelle)                                |
| 2011 | Atlas Symphony          | /                                                                          |
| 2010 | The Heaven Tree         | /                                                                          |
| 2010 | Hymn to Freedom         | /                                                                          |
| 2010 | Colors of Time          | /                                                                          |
| 2010 | Wind Power              | /                                                                          |
| 2009 | Emperor                 | /                                                                          |
| 2008 | The Order of the Temple | /                                                                          |

Fonti : musicshopeurope.com, calameo.com, bnf

## Opere pubblicate per Brass Band
Thierry Deleruyelle ha ricevuto nel 2015 la commissione per il brano imposto al concorso Europeo di Brass Band di Lille nel 2016, organizzato dalla European Brass Band Association. Fraternity è il suo primo importante lavoro composto per questo ensemble, divenuto ben presto un successo mondiale. Thierry Deleruyelle diventa così il primo compositore francese a scrivere un brano d’obbligo per il concorso europeo di Brass Band e, successivamente, anche per il British Open del 2017.
| Anno | Opera                                                | Sponsor                                             | Lavoro imposto in Concorso | Lavoro svolto come un pezzo di tua scelta |
| ---- | ---------------------------------------------------- | --------------------------------------------------- | --- | ----------------------------------------- |
| 2024 | Snow Island                                          | Fêtes cantonales 2024 (CH)                          | - Kantonal Musikfest Valais/Wallis (CH) - Bernisches Kantonal-Musikfest (CH) | /                                         |
| 2024 | Crazy Twenties                                       | Paris Brass Band (F)                                | / | 1 volta                                   |
| 2023 | Columbus (Ouverture)                                 | Brass Band Bourgueillois (F)                        | / | 15 volte                                  |
| 2023 | Keystone                                             | /                                                   | - Championnat National de France 2023 (F) - Australian Championships 2024 (AU) | /                                         |
| 2022 | Sand and Stars                                       | Brass Band Treize Etoiles (CH)                      | - Dutch Nationals 2023 (NL) - British Open 2023 (GB) - Australian Championships 2024 (AU) | 15 volte                                  |
| 2022 | Compostela                                           | /                                                   | - Championnat National Belge 2022 (B) | 4 volte                                   |
| 2021 | Dragonfly (Concerto per Euphonium e Brass Band       | Bastien Baumet (F)                                  | / | /                                         |
| 2020 | Crossing Worlds (Concerto per cornetta e brass band) | Kathleen Gaspoz (CH)                                | / | /                                         |
| 2019 | No Man’s Land                                        | Noordlimburgse Brass Band (B) (Erik van de Kolk)    | / | 5 volte                                   |
| 2019 | Citadel's Destiny (March)                            | Musique de l’Infanterie (Maurice Marc)              | / | 1 volta                                   |
| 2018 | Lions of Legends                                     | Eurofestival 2016 / CMF                             | - Campionato Nazionale Francese 2019 (F) - Campionato nazionale belga 2019 (B) - Campionato Nazionale di Gran Bretagna 2021 (GB) - Victorian State Championships 2023 (AU) - French Open 2023 (F) | 45 volte                                  |
| 2017 | Viking Age                                           | Orchestre de Cuivres de Colmar (Philippe Spannagel) | - Kantonal Musikfest Vaud/Waadt 2018 - NIBA Championship of Ireland 2018 (IRE) - Dutch Nationals 2018 (NL) - Campionato Nazionale di Gran Bretagna 2019 (GB) - Australian Championships 2020 (AU) - Campionato nazionale danese (DK) 2020 - Tasmanian Band Championships 2021 - NSW State Championships 2022 (AU) - Australian Championships 2023 (AU) | 49 volte                                  |
| 2016 | Fraternity                                           | Eurofestival 2016 / EBBA                            | - European Champioships 2016 (F) - NSW State Championships 2017 (USA) - British Open 2017 (GB) - West Australian State Band Festival 2018 (AU) - Berner Oberländische Musiktage 2018 (CH) - British Open Spring Festival 2019 (GB) | 66 volte                                  |

Fonti   :
www.brassbandresults.co.uk,,,
www.brassstats.com
www.ebba.eu.com

## Opere pubblicate di musica de camera e per solista
| Anno | Titolo              | Formazione                                                                     | Sponsor                           |
| ---- | ------------------- | ------------------------------------------------------------------------------ | --------------------------------- |
| 2021 | Dragonfly           | Concerto per euphonium 3 versioni: con pianoforte, brass band o banda di fiati | Bastien Baumet                    |
| 2020 | Crossing Worlds     | Concerto per cornetta 3 versioni: con pianoforte, brass band o banda di fiati  | Kathleen Gaspoz                   |
| 2015 | Kalaset             | Tuba e percussioni                                                             | Emmanuel Curt e Stéphane Labeyrie |
| 2014 | Cadenza Infernale   | Solo timpani                                                                   | /                                 |
| 2011 | Balalaika           | Marimba solo                                                                   | /                                 |
| 2009 | Cyclone             | Violino e percussioni                                                          | Prisca Talon e Aurélien Carsalade |
| 2007 | Celero              | Quartetto di percussioni                                                       | Quatuor Beat                      |
| 2007 | Face à Face en trio | Vibrafono e due marimbas                                                       | /                                 |
| 2006 | Face à Face en duo  | Vibrafono e pianoforte                                                         | /                                 |

Fonti   :
www.billaudot.com
www.laflutedepan.com

## Discografia su Discogs
Le opere di Thierry Deleruyelle sono incise su CD da importanti Orchestre Internazionali e disponibili anche su piattaforme streaming. Le registrazioni sono realizzate principalmente in Europa, ma anche in Asia e negli Stati Uniti. 
| Anno | Titolo del CD                                             | Opere registrate | Interprete                                                             |
| ---- | --------------------------------------------------------- | --- | ---------------------------------------------------------------------- |
| 2024 | Supernova                                                 | Supernova | The Royal Ypriana Wind Band (Nico Logghe)                              |
| 2023 | Vibes                                                     | Lord of the Lake | Antwerp Winds (Juri Briat)                                             |
| 2023 | Medelpadia                                                | Majesty | The Luxembourg Military Band (Jean-Claude Braun)                       |
| 2023 | Crazy Twenties                                            | Columbus Crazy Twenties Crossing Worlds Keystone Superjet | Paris Brass Band (Laurent Douvre)                                      |
| 2023 | Carnival                                                  | Compostela Little Tokyo Suite | Royal Symphonic Band of the Belgian Air Force Antwerp Winds            |
| 2022 | October                                                   | Compostela | The Cory Band (Philip Harper)                                          |
| 2022 | Cleopatra                                                 | Cleopatra | Royal Symphonic Band of the Belgian Air Force (Matty Cilissen)         |
| 2020 | The Book of Genesis                                       | Eldorado | Antwerp Winds (Juri Briat)                                             |
| 2020 | Golden Peak                                               | Golden Peak | Orchestre Voltige (Thierry Deleruyelle)                                |
| 2019 | Sparkling Brass                                           | Lions of Legends Citadel’s Destiny | The Cory Band (Philip Harper)                                          |
| 2019 | No Man’s Land                                             | No Man’s Land | Noorlimburgse Brass Band (Erik van de Kolk)                            |
| 2019 | Crystal Magic                                             | Mexicana | Antwerp Winds (Juri Briat)                                             |
| 2019 | Fraternity                                                | Fraternity | Woodfalls Band (Robert Childs)                                         |
| 2019 | The Magic Mountain                                        | Tarjan | Orchestre Voltige (Thierry Deleruyelle)                                |
| 2019 | Nationals 2019                                            | Viking Age | Uppermill Band (Dean Redfern)                                          |
| 2019 | OHVA 90 ans                                               | Cléopatra | Orchestre d’harmonie d’Antony (Philippe Rossignol)                     |
| 2018 | Wonders of Nature                                         | Adventure Land | Orchestre Voltige (Thierry Deleruyelle)                                |
| 2018 | Destination Moon                                          | Viking Age | The Cory Band (Philip Harper)                                          |
| 2017 | Winds on Fire                                             | Fields of Honor Sahara | Orchestre Voltige (Thierry Deleruyelle)                                |
| 2017 | Highlights from the European Brass Band Champioships 2017 | Fraternity | Eikanger-Bjørsvik Brass Band (Ingar Bergby)                            |
| 2017 | The Wall                                                  | Pop City | Antwerp Winds (Juri Briat)                                             |
| 2017 | Hypercube                                                 | Fraternity | Paris Brass Band (Florent Didier)                                      |
| 2016 | High Voltage                                              | Atlantic Overture Sahara Emperor The Magic Book Children’s Oak Colors of Time Statue of Liberty Hymn to Freedom Wind Power The Heaven Tree Atlas Symphony High Voltage | Mutiples                                                               |
| 2016 | The Last Giant                                            | The Magic Book | Antwerp Winds (Juri Briat)                                             |
| 2016 | Music in the Air                                          | High Voltage | Central Band of the Royal Air Force                                    |
| 2016 | Highlights from the European Brass Band Champioships 2016 | Fraternity Brass Code | The Cory Band (Philip Harper) European Youth Brass Band (Erik Janssen) |
| 2015 | In the Shadow of Napoleon                                 | Atlantic Overture | Antwerp Winds (Juri Briat)                                             |
| 2014 | Arizona                                                   | Statue of Liberty | Antwerp Winds (Juri Briat)                                             |
| 2014 | Voltige Live !                                            | High Voltage Imphy | Orchestre Voltige (Thierry Deleruyelle)                                |
| 2014 | Stone Age                                                 | High Voltage | German Air Forces Band (Christoph Scheibling)                          |
| 2011 | Atlas Symphony                                            | Atlas Symphony | Koninklijke Militaire Kapel Johan Willem Friso (Ivan Meylemans)        |
| 2011 | Wind Power                                                | Wind Power Colors of Time | German Air Forces Band (Christoph Scheibling)                          |
| 2010 | Zodiac                                                    | Hymn to Freedom | The Nothern Winds (Jan De Haan)                                        |
| 2010 | European Panorama                                         | The Heaven Tree | Nagoya University of Arts (Jan Van der Roost)                          |
| 2009 | Emperor                                                   | Emperor | Royal Scottish Academy band (Bryan Allen)                              |
| 2009 | Opus 1                                                    | Celero | Quatuor Beat                                                           |
| 2008 | Dimensions                                                | The Order of the Temple | Symphonic band of the Lemmens Institute (Jan Van der Roost)            |

Fonti   :
www.music.apple.com http://www.thierrydeleruyelle.com

## Onori
| Anno | Oggetto                                             | Ricompensa | Nazione       |
| ---- | --------------------------------------------------- | ---------- | ------------- |
| 2023 | 4 Barsrest «Lavoro dell'anno 2016" (Sand and Stars) | Vincitore  | Gran Bretagna |
| 2019 | 4 Barsrest «Lavoro dell'anno 2019" (Viking Age)     | Nominato   | Gran Bretagna |
| 2017 | 4 Barsrest «Lavoro dell'anno 2017" (Fraternity)     | Vincitore  | Gran Bretagna |
| 2016 | 4 Barsrest «Rivelazione dell'anno 2016 "            | Vincitore  | Gran Bretagna |
| 2016 | 4 Barsrest «Lavoro dell'anno 2016" (Fraternity)     | Vincitore  | Gran Bretagna |
| 2012 | Concorso di composizione di Ustaritz                | 1er premio | Francia       |
| 2008 | Concorso di composizione di Haize Berriak           | 1er premio | Spagna        |
| 2005 | Concorso di composizione di St Amand-les-eaux       | 1er premio | Francia       |

Fonte:
www.4barsrest.com